# Heathcliff (Cumbres Borrascosas)
Heathcliff es un personaje de ficción de la novela de Cumbres Borrascosas (1847), escrita por Emily Brontë.
Heathcliff es un caballero inglés del siglo XIX. Hombre amargado, extraño y hosco, es acogido y criado en su infancia por la familia Earnshaw. Al morir su padre, Hindley, el primogénito, se casa y aleja a Heathcliff de Catherine, su otra hermanastra, con quien mantiene un apasionado romance.
Catherine es enviada a casa de los Linton, una familia vecina, acabando prometida con el heredero de su fortuna, Edgar. Heathcliff resulta muy afectado por el compromiso y desaparece durante una temporada. Al cabo de tres años regresa para casarse con Isabel, una de las hijas de los Linton, con quien tiene un hijo.
La esposa de Hindley fallece durante el parto de su hijo Hareton, por tal su marido se convierte en un borracho y jugador empedernido. Arruinado, se ve obligado a vender la mansión a Heathcliff, que  posteriormente se hace cargo de su sobrino, al que maltrata, al igual que a su esposa e hijo, a los que no les queda más remedio que vivir con él.
Tras dar a luz a la hija de Edgar Linton, Catherine fallece en el parto, lo que crea un sentimiento de odio hacia el mundo y venganza en el interior de Heathcliff.
Con el tiempo, Heathcliff termina por conseguir las tierras de los Linton para perfeccionar su venganza, para finalmente fallece convencido de que el espectro de Catherine lo reclama desde el más allá.
La novela Cumbres Borrascosas ha sido adaptada al cine y televisión en múltiples ocasiones, siendo el personaje de Heathcliff interpretado por diversos actores como Laurence Olivier, Ralph Fiennes, José Bardina o Timothy Dalton.